# Anzu wyliei
Anzu wyliei Lamanna et al., 2014 (chiamato così in onore ad Anzû, demone piumato della mitologia mesopotamica) è un genere di dinosauro oviraptorosauro, vissuto verso la fine del Cretaceo, circa 65 milioni di anni fa, in quello che oggi è il Nord Dakota ed il Dakota del Sud, Stati Uniti. L'unica specie ascritta a questo genere è Anzu wyliei.

## Descrizione

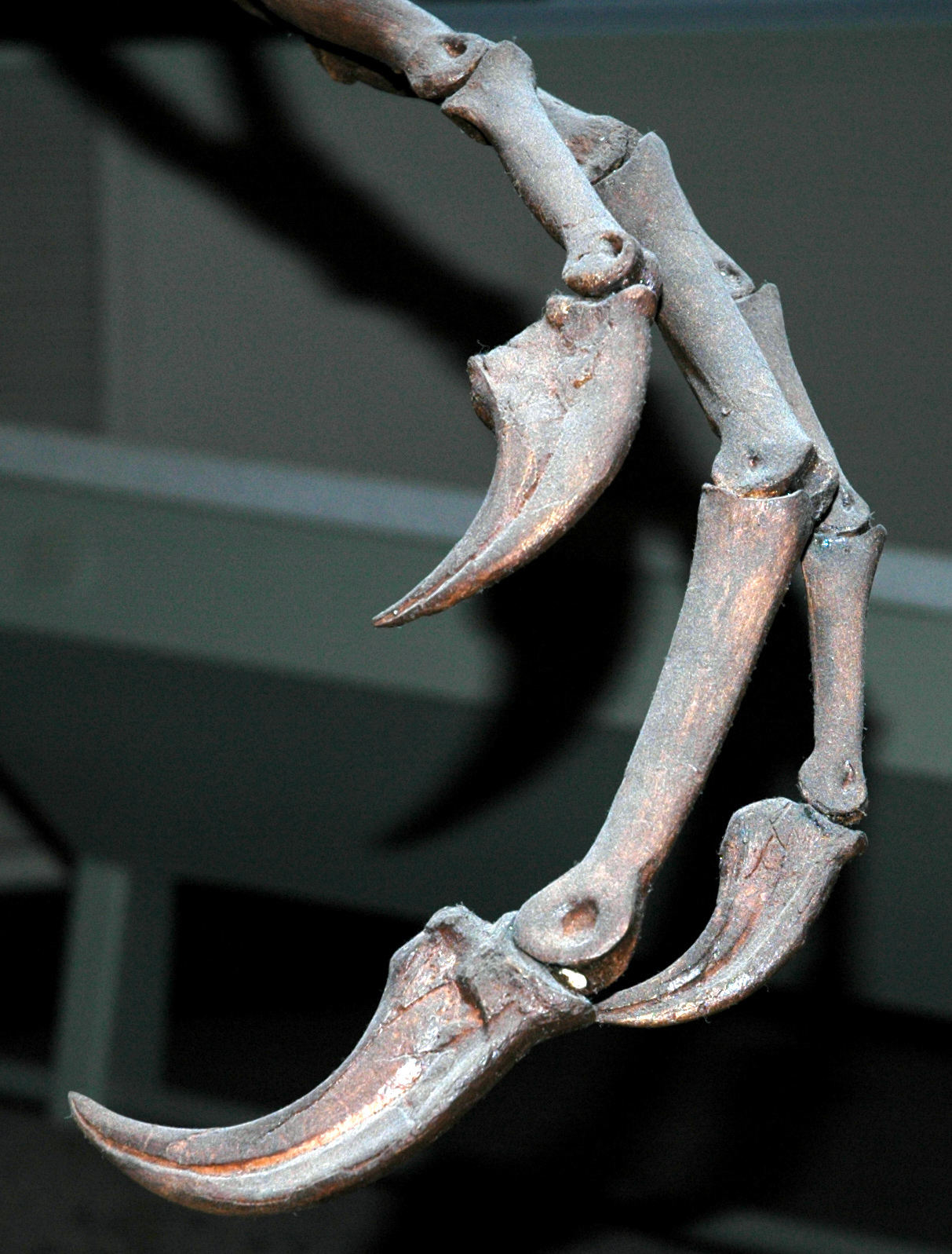
Resto di arto anteriore mostrante le dita artigliate di A. wyliei

Anzu aveva molte caratteristiche insolite per un teropode, che lo accomunavano con gli altri generi di oviraptorosauri; questo animale possedeva un becco senza denti (come gli odierni uccelli), una cresta ossea prominente sul cranio, lunghe braccia che terminavano con dita artigliate, lunghe e potenti gambe da corridore e una coda relativamente breve. Un Anzu adulto poteva arrivare a circa 3-3,5 metri (9,8-11 piedi) ed un'altezza di 1,5 metri (4,9 piedi) ai fianchi per un peso tra i 200 e i 300 chilogrammi (440 libbre). Ciò fa di Anzu il più grande oviraptorosauro americano e uno dei più grandi oviraptorosauri in genere sorpassato in stazza solo dal Gigantoraptor.
Quando l'olotipo dell'animale fu descritto, i paleontologi descrissero diverse autapomorfie: Una di queste era la prominente cresta a mezzaluna sul cranio, formata dal prolungamento del ramo superiore della premascella; il condilo occipitale era più largo del foro occipitale; la parte anteriore della mascella inferiore, fusa con la sua controparte, ha una flangia prominente sul suo lato esterno; il processo retroarticulare, (la proiezione di rilievo sul retro della mandibola) è allungata, lunga circa come la superficie della mandibola; l'estremità inferiore del radio è diviso in due processi arrotondati; la prima falange del secondo dito ha un trogolo lungo il bordo inferiore del suo lato interno; infine, il lato anteriore dell'astragalo presenta un tubercolo alla base del suo processo ascendente.
Ulteriori possibili autapomorfie potrebbero essere: la mascella, che presenta una depressione lungo tutta la finestra anterorbitale ed il ramo nasale mascellare allungato e a forma di L rovesciata.

## Scoperta e descrizione

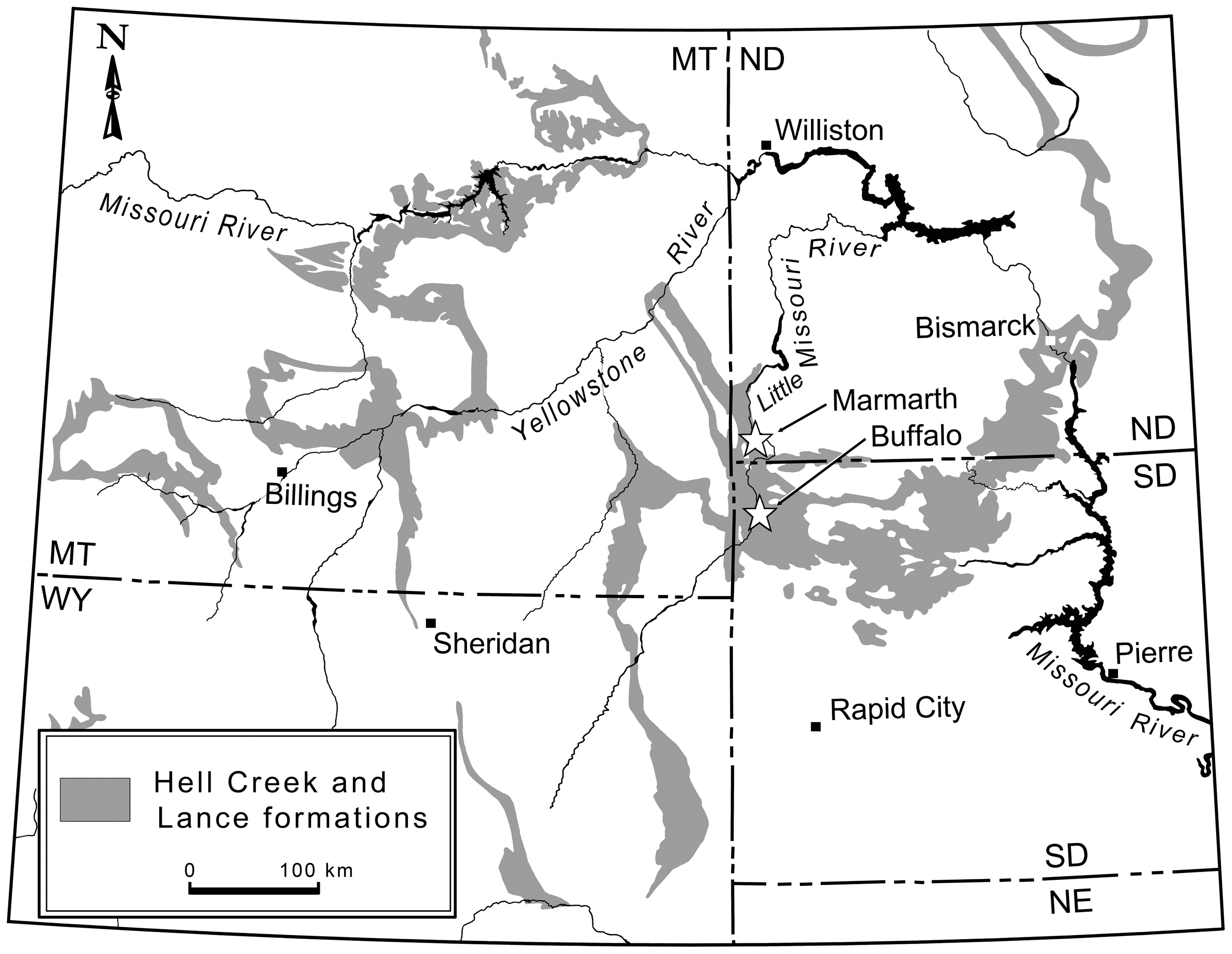
Mappa delle località dei ritrovamenti fossili di Anzu wyliei

In passato, erano stati ritrovati diversi grandi scheletri di uno strano animale simile ad un uccello, risalenti alla fine del periodo Maastrichtiano, all'interno della famosa Formazione Hell Creek, nel Montana e in Dakota del Sud. Questi fossili (per lo più frammentari) furono inizialmente identificati come una nuova specie di Chirostenotes. Solo in seguito, i paleontologi stabilirono che si trattava di un genere a parte, seppur strettamente correlato.
Nel 1998, Fred Nuss scoprì il sito fossilifero in cui poi rinvenne l'olotipo dell'animale (CM 7800). I primi due scheletri parziali di Anzu furono scoperti in un ranch privato, in Dakota del Sud sono stati scoperti nel 1998 da Fred Fossili Nuss su un privato ranch South Dakota. I due campioni furono ritrovati insieme a circa 3,30 metri di distanza l'uno dall'altro, ma una volta preparati i fossili i paleontologi capirono che i resti appartenevano allo stesso animale. Entrambi i fossili erano disarticolati e probabilmente erano stati trasportati a lungo dall'acqua. Un terzo esemplare (MRF 319), studiato da Tyler Lyson, curatore del National Museum of Natural History, fu scoperto da Scott Haire, che ritrovò le ossa nel ranch di suo zio a Marmarth, Dakota del Nord. Il terzo esemplare era composto da un frammento posteriore della mascella, etichettato FMNH PR 2296. Questi quattro fossili, tutti ritrovati nella Formazione Hell Creek, insieme compongono uno scheletro abbastanza completo, che comprende il 75%-80% dell'intero scheletro. Oggi la maggior parte di questi fossili sono tenuti in custodia presso il Carnegie Natural History Museum di Pittsburgh.

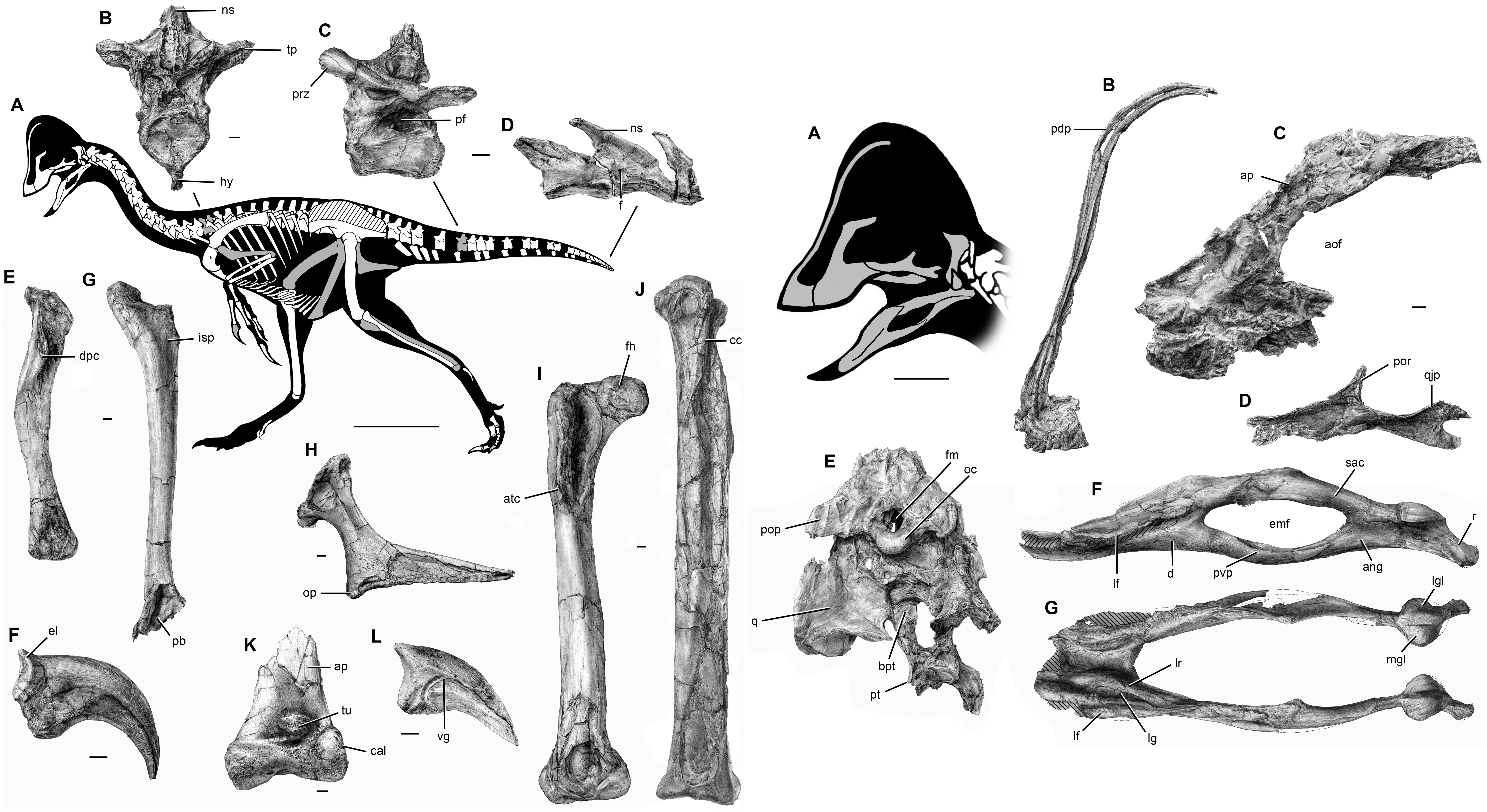
Elementi scheletrici dei primi due ritrovamenti (CM 78000 e CM 78001)

La scoperta di Anzu è di notevole interesse per la scienza, rappresentando il primo esempio di oviraptorosauro americano ben conservato.
Secondo il paleontologo Sues,
L'aspetto bizzarro di questa creatura, come la grande cresta ossea sul cranio, il becco senza denti e l'anatomia molto simile a quella di un uccello, ed il fatto che visse nella formazione Hell Creek, gli hanno valso lo scherzoso nomignolo di "pollo infernale". Matthew Lamanna, lo studioso che per primo descrisse il genere, in origine voleva utilizzare una versione in latino o in greco antico che ha ideato il nome della specie, in origine voleva utilizzare una versione di latino o greco antico del nome "pollo dall'inferno". Tuttavia, capì che tale nome non era traducibile, così decise di utilizzare il nome Anzû, che si riferisce ad un demone piumato della mitologia mesopotamica. Il nome specifico, "wyliei", invece onora Wylie J. Tuttle, il nipote di uno dei donatori del museo, Lee B. Foster.

## Classificazione

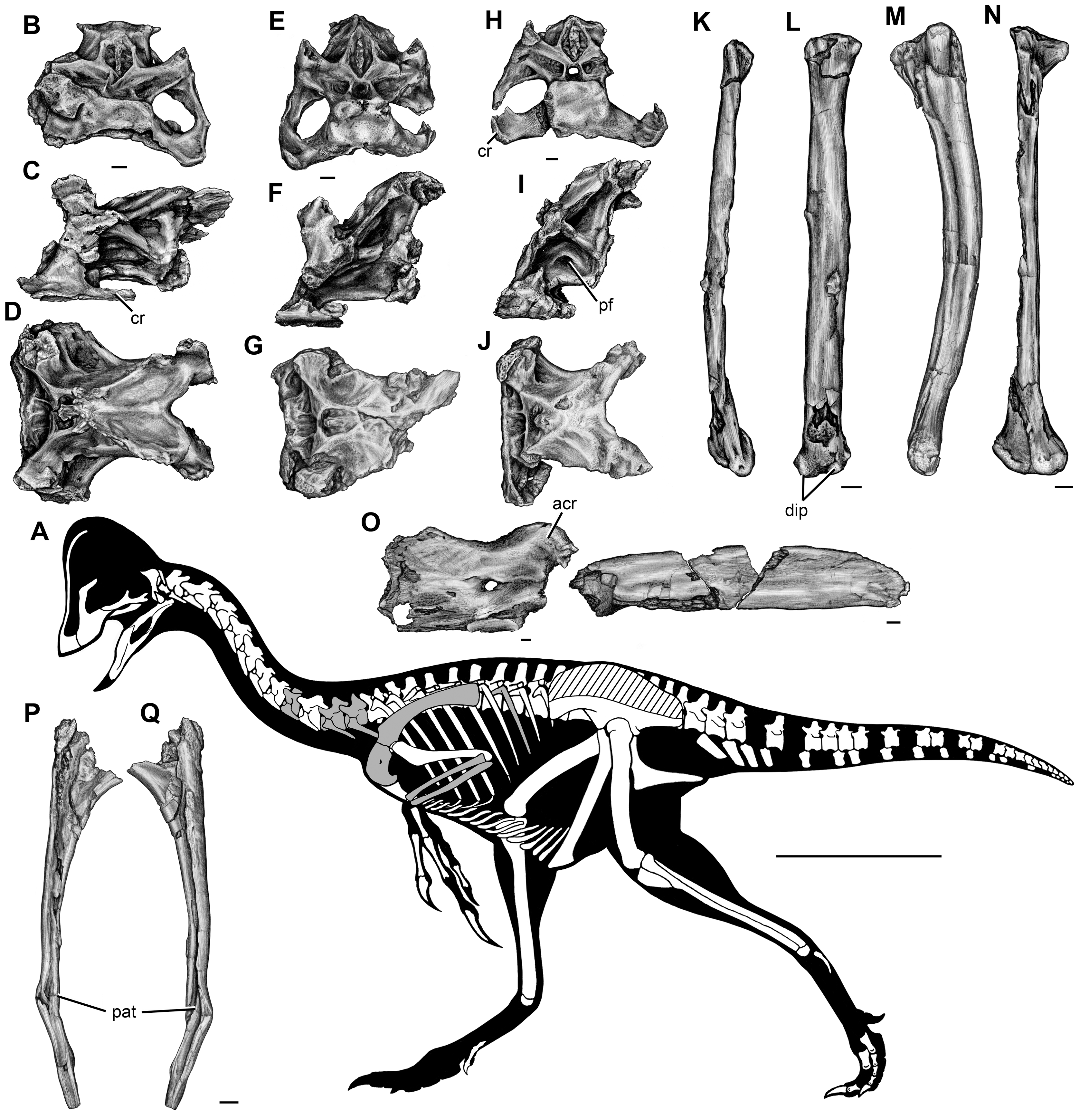
Elementi del campione MRF 319

L'Anzu è un membro dell'infraordine degli Oviraptorosauria, e membro della famiglia dei Caenagnathidae. Un'analisi cladistica, ipotizza che un parente stretto dell'Anzu possa essere il Caenagnathus.
|  | "Caenagnathus" sternbergi                                             |
|  |                                                                       |
|  | \| \| Anzu wyliei \| \| \| \| \| \| Caenagnathus collinsi \| \| \| \| |
|  |                                                                       |
|  | Anzu wyliei                                                           |
|  |                                                                       |
|  | Caenagnathus collinsi                                                 |
|  |                                                                       |

|  | Anzu wyliei           |
|  |                       |
|  | Caenagnathus collinsi |
|  |                       |

|  | "Caenagnathus" sternbergi                                             |
|  |                                                                       |
|  | \| \| Anzu wyliei \| \| \| \| \| \| Caenagnathus collinsi \| \| \| \| |
|  |                                                                       |
|  | Anzu wyliei                                                           |
|  |                                                                       |
|  | Caenagnathus collinsi                                                 |
|  |                                                                       |

|  | Anzu wyliei           |
|  |                       |
|  | Caenagnathus collinsi |
|  |                       |

|  | "Caenagnathus" sternbergi                                             |
|  |                                                                       |
|  | \| \| Anzu wyliei \| \| \| \| \| \| Caenagnathus collinsi \| \| \| \| |
|  |                                                                       |
|  | Anzu wyliei                                                           |
|  |                                                                       |
|  | Caenagnathus collinsi                                                 |
|  |                                                                       |

|  | Anzu wyliei           |
|  |                       |
|  | Caenagnathus collinsi |
|  |                       |

|  | "Caenagnathus" sternbergi                                             |
|  |                                                                       |
|  | \| \| Anzu wyliei \| \| \| \| \| \| Caenagnathus collinsi \| \| \| \| |
|  |                                                                       |
|  | Anzu wyliei                                                           |
|  |                                                                       |
|  | Caenagnathus collinsi                                                 |
|  |                                                                       |

|  | Anzu wyliei           |
|  |                       |
|  | Caenagnathus collinsi |
|  |                       |

|  | "Caenagnathus" sternbergi                                             |
|  |                                                                       |
|  | \| \| Anzu wyliei \| \| \| \| \| \| Caenagnathus collinsi \| \| \| \| |
|  |                                                                       |
|  | Anzu wyliei                                                           |
|  |                                                                       |
|  | Caenagnathus collinsi                                                 |
|  |                                                                       |

|  | Anzu wyliei           |
|  |                       |
|  | Caenagnathus collinsi |
|  |                       |

|  | "Caenagnathus" sternbergi                                             |
|  |                                                                       |
|  | \| \| Anzu wyliei \| \| \| \| \| \| Caenagnathus collinsi \| \| \| \| |
|  |                                                                       |
|  | Anzu wyliei                                                           |
|  |                                                                       |
|  | Caenagnathus collinsi                                                 |
|  |                                                                       |

|  | Anzu wyliei           |
|  |                       |
|  | Caenagnathus collinsi |
|  |                       |

|  | "Caenagnathus" sternbergi                                             |
|  |                                                                       |
|  | \| \| Anzu wyliei \| \| \| \| \| \| Caenagnathus collinsi \| \| \| \| |
|  |                                                                       |
|  | Anzu wyliei                                                           |
|  |                                                                       |
|  | Caenagnathus collinsi                                                 |
|  |                                                                       |

|  | Anzu wyliei           |
|  |                       |
|  | Caenagnathus collinsi |
|  |                       |

|  | "Caenagnathus" sternbergi                                             |
|  |                                                                       |
|  | \| \| Anzu wyliei \| \| \| \| \| \| Caenagnathus collinsi \| \| \| \| |
|  |                                                                       |
|  | Anzu wyliei                                                           |
|  |                                                                       |
|  | Caenagnathus collinsi                                                 |
|  |                                                                       |

|  | Anzu wyliei           |
|  |                       |
|  | Caenagnathus collinsi |
|  |                       |

|  | "Caenagnathus" sternbergi                                             |
|  |                                                                       |
|  | \| \| Anzu wyliei \| \| \| \| \| \| Caenagnathus collinsi \| \| \| \| |
|  |                                                                       |
|  | Anzu wyliei                                                           |
|  |                                                                       |
|  | Caenagnathus collinsi                                                 |
|  |                                                                       |

|  | Anzu wyliei           |
|  |                       |
|  | Caenagnathus collinsi |
|  |                       |

|  | "Caenagnathus" sternbergi                                             |
|  |                                                                       |
|  | \| \| Anzu wyliei \| \| \| \| \| \| Caenagnathus collinsi \| \| \| \| |
|  |                                                                       |
|  | Anzu wyliei                                                           |
|  |                                                                       |
|  | Caenagnathus collinsi                                                 |
|  |                                                                       |

|  | Anzu wyliei           |
|  |                       |
|  | Caenagnathus collinsi |
|  |                       |

|  | "Caenagnathus" sternbergi                                             |
|  |                                                                       |
|  | \| \| Anzu wyliei \| \| \| \| \| \| Caenagnathus collinsi \| \| \| \| |
|  |                                                                       |
|  | Anzu wyliei                                                           |
|  |                                                                       |
|  | Caenagnathus collinsi                                                 |
|  |                                                                       |

|  | Anzu wyliei           |
|  |                       |
|  | Caenagnathus collinsi |
|  |                       |

|  | "Caenagnathus" sternbergi                                             |
|  |                                                                       |
|  | \| \| Anzu wyliei \| \| \| \| \| \| Caenagnathus collinsi \| \| \| \| |
|  |                                                                       |
|  | Anzu wyliei                                                           |
|  |                                                                       |
|  | Caenagnathus collinsi                                                 |
|  |                                                                       |

|  | Anzu wyliei           |
|  |                       |
|  | Caenagnathus collinsi |
|  |                       |

|  | "Caenagnathus" sternbergi                                             |
|  |                                                                       |
|  | \| \| Anzu wyliei \| \| \| \| \| \| Caenagnathus collinsi \| \| \| \| |
|  |                                                                       |
|  | Anzu wyliei                                                           |
|  |                                                                       |
|  | Caenagnathus collinsi                                                 |
|  |                                                                       |

|  | Anzu wyliei           |
|  |                       |
|  | Caenagnathus collinsi |
|  |                       |

|  | "Caenagnathus" sternbergi                                             |
|  |                                                                       |
|  | \| \| Anzu wyliei \| \| \| \| \| \| Caenagnathus collinsi \| \| \| \| |
|  |                                                                       |
|  | Anzu wyliei                                                           |
|  |                                                                       |
|  | Caenagnathus collinsi                                                 |
|  |                                                                       |

|  | Anzu wyliei           |
|  |                       |
|  | Caenagnathus collinsi |
|  |                       |

|  | "Caenagnathus" sternbergi                                             |
|  |                                                                       |
|  | \| \| Anzu wyliei \| \| \| \| \| \| Caenagnathus collinsi \| \| \| \| |
|  |                                                                       |
|  | Anzu wyliei                                                           |
|  |                                                                       |
|  | Caenagnathus collinsi                                                 |
|  |                                                                       |

|  | Anzu wyliei           |
|  |                       |
|  | Caenagnathus collinsi |
|  |                       |

|  | "Caenagnathus" sternbergi                                             |
|  |                                                                       |
|  | \| \| Anzu wyliei \| \| \| \| \| \| Caenagnathus collinsi \| \| \| \| |
|  |                                                                       |
|  | Anzu wyliei                                                           |
|  |                                                                       |
|  | Caenagnathus collinsi                                                 |
|  |                                                                       |

|  | Anzu wyliei           |
|  |                       |
|  | Caenagnathus collinsi |
|  |                       |

|  | "Caenagnathus" sternbergi                                             |
|  |                                                                       |
|  | \| \| Anzu wyliei \| \| \| \| \| \| Caenagnathus collinsi \| \| \| \| |
|  |                                                                       |
|  | Anzu wyliei                                                           |
|  |                                                                       |
|  | Caenagnathus collinsi                                                 |
|  |                                                                       |

|  | Anzu wyliei           |
|  |                       |
|  | Caenagnathus collinsi |
|  |                       |

|  | "Caenagnathus" sternbergi                                             |
|  |                                                                       |
|  | \| \| Anzu wyliei \| \| \| \| \| \| Caenagnathus collinsi \| \| \| \| |
|  |                                                                       |
|  | Anzu wyliei                                                           |
|  |                                                                       |
|  | Caenagnathus collinsi                                                 |
|  |                                                                       |

|  | Anzu wyliei           |
|  |                       |
|  | Caenagnathus collinsi |
|  |                       |

|  | "Caenagnathus" sternbergi                                             |
|  |                                                                       |
|  | \| \| Anzu wyliei \| \| \| \| \| \| Caenagnathus collinsi \| \| \| \| |
|  |                                                                       |
|  | Anzu wyliei                                                           |
|  |                                                                       |
|  | Caenagnathus collinsi                                                 |
|  |                                                                       |

|  | Anzu wyliei           |
|  |                       |
|  | Caenagnathus collinsi |
|  |                       |

|  | "Caenagnathus" sternbergi                                             |
|  |                                                                       |
|  | \| \| Anzu wyliei \| \| \| \| \| \| Caenagnathus collinsi \| \| \| \| |
|  |                                                                       |
|  | Anzu wyliei                                                           |
|  |                                                                       |
|  | Caenagnathus collinsi                                                 |
|  |                                                                       |

|  | Anzu wyliei           |
|  |                       |
|  | Caenagnathus collinsi |
|  |                       |

|  | "Caenagnathus" sternbergi                                             |
|  |                                                                       |
|  | \| \| Anzu wyliei \| \| \| \| \| \| Caenagnathus collinsi \| \| \| \| |
|  |                                                                       |
|  | Anzu wyliei                                                           |
|  |                                                                       |
|  | Caenagnathus collinsi                                                 |
|  |                                                                       |

|  | Anzu wyliei           |
|  |                       |
|  | Caenagnathus collinsi |
|  |                       |

|  | "Caenagnathus" sternbergi                                             |
|  |                                                                       |
|  | \| \| Anzu wyliei \| \| \| \| \| \| Caenagnathus collinsi \| \| \| \| |
|  |                                                                       |
|  | Anzu wyliei                                                           |
|  |                                                                       |
|  | Caenagnathus collinsi                                                 |
|  |                                                                       |

|  | Anzu wyliei           |
|  |                       |
|  | Caenagnathus collinsi |
|  |                       |

|  | "Caenagnathus" sternbergi                                             |
|  |                                                                       |
|  | \| \| Anzu wyliei \| \| \| \| \| \| Caenagnathus collinsi \| \| \| \| |
|  |                                                                       |
|  | Anzu wyliei                                                           |
|  |                                                                       |
|  | Caenagnathus collinsi                                                 |
|  |                                                                       |

|  | Anzu wyliei           |
|  |                       |
|  | Caenagnathus collinsi |
|  |                       |

|  | "Caenagnathus" sternbergi                                             |
|  |                                                                       |
|  | \| \| Anzu wyliei \| \| \| \| \| \| Caenagnathus collinsi \| \| \| \| |
|  |                                                                       |
|  | Anzu wyliei                                                           |
|  |                                                                       |
|  | Caenagnathus collinsi                                                 |
|  |                                                                       |

|  | Anzu wyliei           |
|  |                       |
|  | Caenagnathus collinsi |
|  |                       |

|  | "Caenagnathus" sternbergi                                             |
|  |                                                                       |
|  | \| \| Anzu wyliei \| \| \| \| \| \| Caenagnathus collinsi \| \| \| \| |
|  |                                                                       |
|  | Anzu wyliei                                                           |
|  |                                                                       |
|  | Caenagnathus collinsi                                                 |
|  |                                                                       |

|  | Anzu wyliei           |
|  |                       |
|  | Caenagnathus collinsi |
|  |                       |

|  | "Caenagnathus" sternbergi                                             |
|  |                                                                       |
|  | \| \| Anzu wyliei \| \| \| \| \| \| Caenagnathus collinsi \| \| \| \| |
|  |                                                                       |
|  | Anzu wyliei                                                           |
|  |                                                                       |
|  | Caenagnathus collinsi                                                 |
|  |                                                                       |

|  | Anzu wyliei           |
|  |                       |
|  | Caenagnathus collinsi |
|  |                       |

|  | "Caenagnathus" sternbergi                                             |
|  |                                                                       |
|  | \| \| Anzu wyliei \| \| \| \| \| \| Caenagnathus collinsi \| \| \| \| |
|  |                                                                       |
|  | Anzu wyliei                                                           |
|  |                                                                       |
|  | Caenagnathus collinsi                                                 |
|  |                                                                       |

|  | Anzu wyliei           |
|  |                       |
|  | Caenagnathus collinsi |
|  |                       |

|  | "Caenagnathus" sternbergi                                             |
|  |                                                                       |
|  | \| \| Anzu wyliei \| \| \| \| \| \| Caenagnathus collinsi \| \| \| \| |
|  |                                                                       |
|  | Anzu wyliei                                                           |
|  |                                                                       |
|  | Caenagnathus collinsi                                                 |
|  |                                                                       |

|  | Anzu wyliei           |
|  |                       |
|  | Caenagnathus collinsi |
|  |                       |

|  | "Caenagnathus" sternbergi                                             |
|  |                                                                       |
|  | \| \| Anzu wyliei \| \| \| \| \| \| Caenagnathus collinsi \| \| \| \| |
|  |                                                                       |
|  | Anzu wyliei                                                           |
|  |                                                                       |
|  | Caenagnathus collinsi                                                 |
|  |                                                                       |

|  | Anzu wyliei           |
|  |                       |
|  | Caenagnathus collinsi |
|  |                       |

|  | "Caenagnathus" sternbergi                                             |
|  |                                                                       |
|  | \| \| Anzu wyliei \| \| \| \| \| \| Caenagnathus collinsi \| \| \| \| |
|  |                                                                       |
|  | Anzu wyliei                                                           |
|  |                                                                       |
|  | Caenagnathus collinsi                                                 |
|  |                                                                       |

|  | Anzu wyliei           |
|  |                       |
|  | Caenagnathus collinsi |
|  |                       |

|  | "Caenagnathus" sternbergi                                             |
|  |                                                                       |
|  | \| \| Anzu wyliei \| \| \| \| \| \| Caenagnathus collinsi \| \| \| \| |
|  |                                                                       |
|  | Anzu wyliei                                                           |
|  |                                                                       |
|  | Caenagnathus collinsi                                                 |
|  |                                                                       |

|  | Anzu wyliei           |
|  |                       |
|  | Caenagnathus collinsi |
|  |                       |

|  | "Caenagnathus" sternbergi                                             |
|  |                                                                       |
|  | \| \| Anzu wyliei \| \| \| \| \| \| Caenagnathus collinsi \| \| \| \| |
|  |                                                                       |
|  | Anzu wyliei                                                           |
|  |                                                                       |
|  | Caenagnathus collinsi                                                 |
|  |                                                                       |

|  | Anzu wyliei           |
|  |                       |
|  | Caenagnathus collinsi |
|  |                       |

In origine si pensava che gli oviraptorosauri americani, così come altre famiglie di dinosauri come i tirannosaurini, i ceratopsidi, i maniraptora e i therizinosauridi, fossero migrati dall'Asia tramite un ponte di terra che collegava l'Asia e il Nord America, durante il Cretaceo. Ma la scoperta di Anzu wyliei indica che oviraptorosauri nordamericani facevano parte di un gruppo differente dagli oviraptorosauri asiatici.

## Paleobiologia

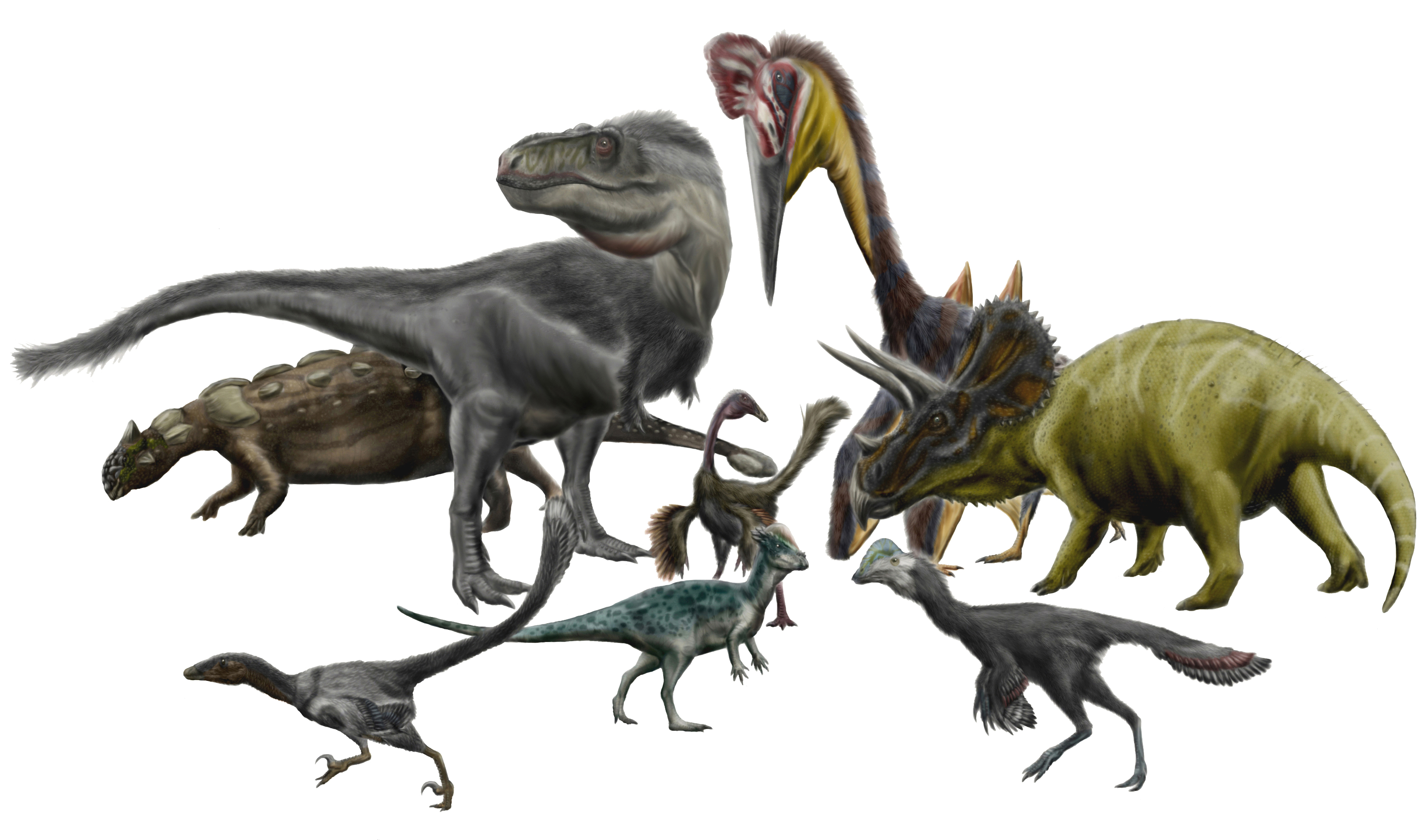
Fauna della formazione Hell Creek

Anzu molto probabilmente era un animale onnivoro o erbivoro, in quanto il suo becco non ha la stessa robustezza di quello delle forme asiatiche. Altre differenze tra Anzu e gli oviraptorosauri asiatici sono le dimensioni (i generi asiatici erano più piccoli, fatta eccezione per Gigantoraptor), le gambe più spesse e la diversa forma della mandibola.
I fossili di questo animale sono stati ritrovati in formazioni di fango fossilizzato, che un tempo faceva parte di un complesso di pianure alluvionali. Questo indica che Anzu viveva anche in un ambiente molto diverso dai suoi cugini asiatici che al contrario vivevano in zone aride e secche. Secondo il paleontologo Stephen Brusatte della Università di Edimburgo, questo animale aveva un'alimentazione onnivora in quanto il suo becco non presenta adattamenti specifici a nessun tipo di cibo in particolare. La morfologia del becco suggerisce, che Anzu poteva mangiare una grande varietà di prodotti alimentari, tra cui vegetali, piccoli animali e forse anche uova.

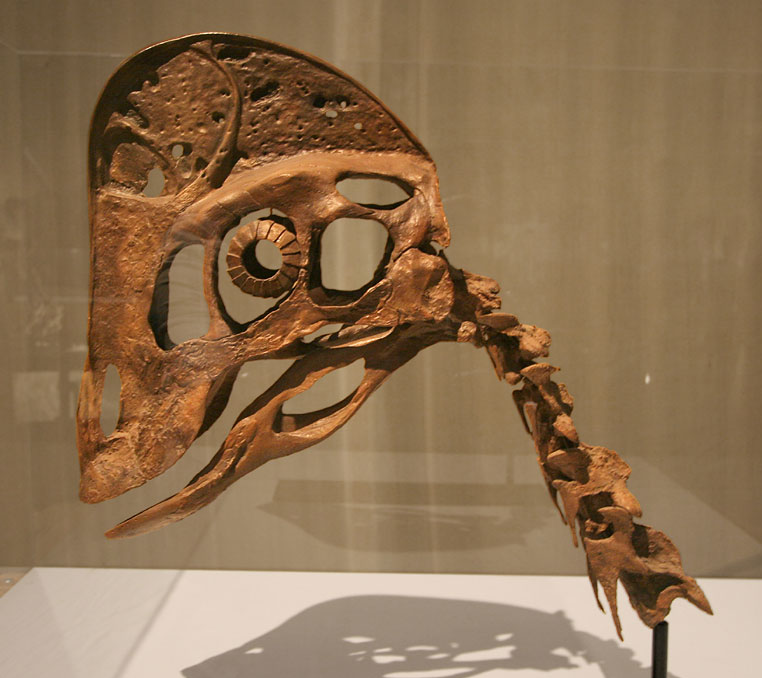
Ricostruzione del cranio e del collo

Nonostante avesse molte caratteristiche che lo facevano assomigliare ad un uccello, Anzu non era un dinosauro aviario e la sua linea evolutiva si estinse nell'Estinzione di massa del Cretaceo-Paleocene, circa 65 milioni di anni fa, insieme a tutti i dinosauri non-aviali. Le sue caratteristiche da uccello, invece, sono un esempio di convergenza evolutiva.

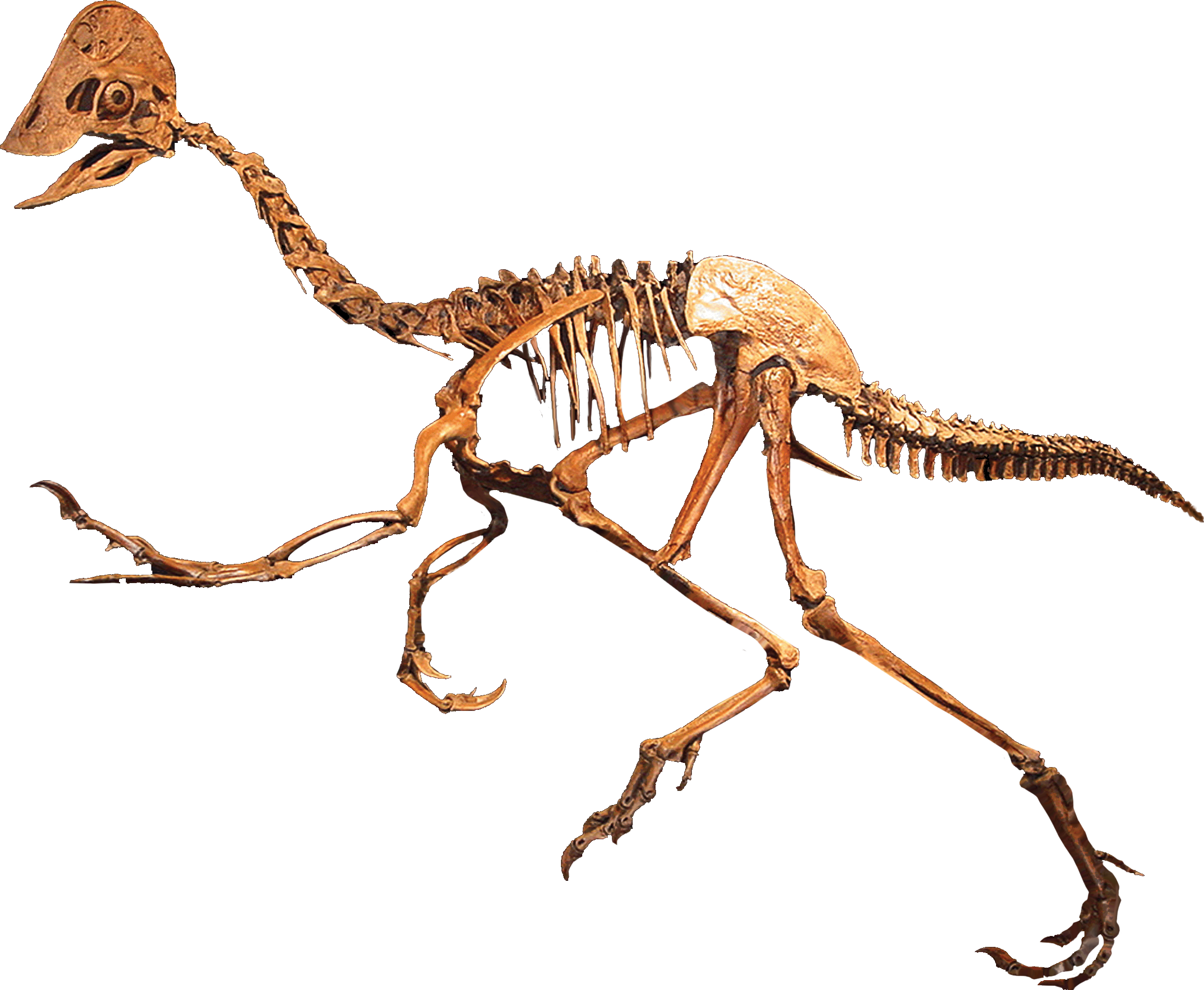
Scheletro montato di Anzu wyliei

Lo studioso Matt Lamanna afferma che:
La funzione della grossa cresta a mezzaluna sul cranio di Anzu non è ancora del tutto chiara. Come afferma Sues, essa è molto ma anche molto sottile quindi inadatta a sopportare grandi stress o urti violenti. Quasi tutti gli oviraptosauri posseggono una cresta simile che varia per forma e dimensione a seconda delle specie, anche se la più grande finora scoperta è proprio quella di A. wyliei. La funzione più probabile per tale struttura è quella di display sessuale, per attirare le femmine e per intimidire i maschi rivali. Oggi, il casuario australiano possiede una cresta simile che usa durante il corteggiamento, è quindi probabile che Anzu la utilizzasse allo stesso modo. I fossili ritrovati mostrato evidenti lesioni, compresa una costola rotta e guarita ed un dito artritico che era probabilmente il risultato di un tendine strappato (una frattura da avulsione). Non è noto se questo indica che gli animali combattevano tra di loro, o sono stati feriti da altri predatori.

## Nella cultura di massa
- Anzu è anche un animale giocabile nel videogioco survival Saurian, dove ha la curiosa, ma completamente speculativa, capacità di imitare i versi e i suoi degli altri dinosauri;[11]
- Una ricostruzione di Anzu è presente al Parco Natura Viva.